# Eurocopa de Fórmula Renault
La Eurocopa de Fórmula Renault fue un campeonato de Fórmula Renault que se disputó en varios países de Europa desde el año 1991 hasta 2020.
El campeonato sirvió como una serie de apoyo a la Fórmula Renault 3.5 Series como parte de las World Series by Renault de 2005 a 2015 mientras que rivalizó directamente con la Fórmula 3 Euroseries.
Renault Sport ofreció un premio de 500.000 € al ganador de la Eurocup hasta 2015. Después de la temporada 2020, la Eurocopa de Fórmula Renault se fusionó con el Campeonato de Fórmula Regional Europea debido a la pandemia de COVID-19.
A lo largo de su historia, formó a futuros pilotos de Fórmula 1 como Pedro de la Rosa, Felipe Massa, Valtteri Bottas o Lando Norris.

## Historia
La serie se estableció en 1991, llamándose Reencuentros Internacionales de Fórmula Renault, donde pasaría a llamarse Eurocopa de Fórmula Renault en 1993. En 2000, se renombraría Eurocopa de Fórmula Renault 2000 y Eurocopa de Fórmula Renault 2.0 a partir de 2005, excluyendo en 2003 cuando se llamó Masters de Fórmula Renault 2000.
En 2020 adoptó el reglamento técnico de la Fórmula 3, y tras esa temporada finalmente se fusionó con la Fórmula Regional Europea.

## Monoplaza
El monoplaza fue construido en la planta de Dieppe de Alpine, una subsidiaria de Renault. El kit aerodinámico fue diseñado por Tatuus. Todos los autos Eurocopa de Fórmula Renault 2.0 usan las mismas especificaciones.

## Campeones
| Año                                            | Piloto                                         | Escudería                                      | Junior/Novato                                  | Ref.                                           |
| Rencuentros Internacionales de Fórmula Renault | Rencuentros Internacionales de Fórmula Renault | Rencuentros Internacionales de Fórmula Renault | Rencuentros Internacionales de Fórmula Renault | Rencuentros Internacionales de Fórmula Renault |
| ---------------------------------------------- | ---------------------------------------------- | ---------------------------------------------- | ---------------------------------------------- | ---------------------------------------------- |
| 1991                                           | Jason Plato                                    |                                                |                                                |                                                |
| 1992                                           | Pedro de la Rosa                               |                                                |                                                |                                                |
| Eurocopa de Fórmula Renault                    |                                                |                                                |                                                |                                                |
| 1993                                           | Olivier Couvreur                               |                                                |                                                |                                                |
| 1994                                           | James Matthews                                 |                                                |                                                |                                                |
| 1995                                           | Cyrille Sauvage                                |                                                |                                                |                                                |
| 1996                                           | Enrique Bernoldi                               |                                                |                                                |                                                |
| 1997                                           | Jeffrey van Hooydonk                           |                                                |                                                |                                                |
| 1998                                           | Bruno Besson                                   |                                                |                                                |                                                |
| 1999                                           | Gianmaria Bruni                                |                                                |                                                |                                                |
| Eurocopa de Fórmula Renault 2000               |                                                |                                                |                                                |                                                |
| 2000                                           | Felipe Massa                                   | JD Motorsport                                  |                                                |                                                |
| 2001                                           | Augusto Farfus                                 | Prema Powerteam                                |                                                |                                                |
| 2002                                           | Eric Salignon                                  | Graff Racing                                   |                                                |                                                |
| Masters de Fórmula Renault 2000                |                                                |                                                |                                                |                                                |
| 2003                                           | Esteban Guerrieri                              | JD Motorsport                                  |                                                |                                                |
| Eurocopa de Fórmula Renault 2000               |                                                |                                                |                                                |                                                |
| 2004                                           | Scott Speed                                    | Motopark Academy                               |                                                |                                                |
| Eurocopa de Fórmula Renault 2.0                |                                                |                                                |                                                |                                                |
| 2005                                           | Kamui Kobayashi                                | SG Formula                                     |                                                |                                                |
| 2006                                           | Filipe Albuquerque                             | JD Motorsport                                  |                                                |                                                |
| 2007                                           | Brendon Hartley                                | Epsilon Red Bull                               | Brendon Hartley                                |                                                |
| 2008                                           | Valtteri Bottas                                | SG Formula                                     | Andrea Caldarelli                              |                                                |
| 2009                                           | Albert Costa                                   | Epsilon Euskadi                                | António Félix da Costa                         |                                                |
| 2010                                           | Kevin Korjus                                   | Tech 1 Racing                                  | Kevin Korjus                                   |                                                |
| 2011                                           | Robin Frijns                                   | Koiranen Motorsport                            | Carlos Sainz Jr.                               | [ 5 ]                                          |
| 2012                                           | Stoffel Vandoorne                              | Josef Kaufmann Racing                          | Daniil Kvyat                                   | [ 6 ]                                          |
| 2013                                           | Pierre Gasly                                   | Tech 1 Racing                                  | Pierre Gasly                                   | [ 7 ]                                          |
| 2014                                           | Nyck de Vries                                  | Koiranen GP                                    | Dennis Olsen                                   | [ 8 ]                                          |
| 2015                                           | Jack Aitken                                    | Josef Kaufmann Racing                          | Harrison Scott                                 | [ 9 ]                                          |
| 2016                                           | Lando Norris                                   | Josef Kaufmann Racing                          | Lando Norris                                   | [ 10 ]                                         |
| Eurocopa de Fórmula Renault                    |                                                |                                                |                                                |                                                |
| 2017                                           | Sacha Fenestraz                                | R-ace GP                                       | Max Fewtrell                                   | [ 11 ]                                         |
| 2018                                           | Max Fewtrell                                   | R-ace GP                                       | Christian Lundgaard                            | [ 12 ]                                         |
| 2019                                           | Oscar Piastri                                  | R-ace GP                                       | Caio Collet                                    | [ 15 ]                                         |
| 2020                                           | Victor Martins                                 | ART Grand Prix                                 | Alex Quinn                                     | [ 16 ]                                         |

### Citas
1. ↑  «Formula Regional Europe merges with Renault Eurocup for 2021». www.motorsport.com (en inglés). Consultado el 11 de enero de 2023.
2. ↑  «Renault presenta su nuevo monoplaza para la Fórmula 2.0 Eurocup de 2019». article. Consultado el 15 de diciembre de 2020.
3. ↑  «La Renault Eurocup se transforma en la Fórmula Alpine para 2021». es.motorsport.com. Consultado el 15 de diciembre de 2020.
4. ↑  «Especificaciones de los Monoplaza». Archivado desde el original el 24 de septiembre de 2015. Consultado el 11 de enero de 2023.
5. ↑  Alba, Por Daniel (27 de enero de 2014). «Fernandes confía en Frijns: Tiene un gran futuro por delante». Car and Driver. Consultado el 11 de enero de 2023.
6. ↑  «Formula Renault 2.0 Eurocup 2012 standings | Driver Database». www.driverdb.com. Consultado el 11 de enero de 2023.
7. ↑  «Automovilismo». www.hawkersmotorsports.com. Consultado el 11 de enero de 2023.
8. ↑  Nast, Condé (30 de octubre de 2022). «Nyck de Vries deja Mercedes para debutar en AlphaTauri». GQ. Consultado el 11 de enero de 2023.
9. ↑  «Jack Aitken wins 2015 Formula Renault 2.0 Eurocup title at Jerez». www.autosport.com (en inglés). Consultado el 11 de enero de 2023.
10. ↑  Fernanda González (25 de septiembre de 2021). «Lando Norris, la joya británica que devolvió la gloria a McLaren en la Fórmula 1». Sopitas.com. Consultado el 11 de enero de 2023.
11. ↑  «Fenestraz se consagró campeón de la Eurocup Formula Renault». lat.motorsport.com. Consultado el 15 de diciembre de 2020.
12. ↑  Santos, Adrià (21 de octubre de 2018). «Max Fewtrell, campeón de la Fórmula Renault 2.0 Eurocup 2018». FormulaRapida.net. Consultado el 15 de diciembre de 2020.
13. ↑  «2019 Formule Renault Eurocup - Spa-Francorchamps Race 1 (52:30)». YouTube (Renault Sport). 26 de julio de 2019. Consultado el 13 de agosto de 2019.
14. ↑  «2019 Formula Renault Eurocup - Abu Dhabi - Race 1 (1:04:26)». YouTube. Renault Sport. Consultado el 26 de octubre de 2019.
15. ↑  «Diariomotor Competición». Diariomotor Competición. Consultado el 15 de diciembre de 2020.
16. ↑  «Victor Martins, campeón de la Fórmula Renault Eurocup». SoyMotor.com. Consultado el 15 de diciembre de 2020.

- Datos: Q962025
- Multimedia: Formula Renault Eurocup / Q962025